# Shullsburg
Shullsburg és una població dels Estats Units a l'estat de Wisconsin. Segons el cens del 2000 tenia 1.246 habitants.

## Demografia
Segons el cens del 2000, Shullsburg tenia 1.246 habitants, 527 habitatges, i 336 famílies. La densitat de població era de 433,4 habitants per km².
Dels 527 habitatges en un 29% hi vivien nens de menys de 18 anys, en un 51% hi vivien parelles casades, en un 10,8% dones solteres, i en un 36,2% no eren unitats familiars. En el 32,4% dels habitatges hi vivien persones soles el 17,8% de les quals corresponia a persones de 65 anys o més que vivien soles. El nombre mitjà de persones vivint en cada habitatge era de 2,33 i el nombre mitjà de persones que vivien en cada família era de 2,97.
Per edats la població es repartia de la següent manera: un 24,3% tenia menys de 18 anys, un 7,9% entre 18 i 24, un 26,7% entre 25 i 44, un 21,4% de 45 a 60 i un 19,7% 65 anys o més.
L'edat mediana era de 40 anys. Per cada 100 dones de 18 o més anys hi havia 86 homes.
La renda mediana per habitatge era de 32.333 $ i la renda mediana per família de 41.500 $. Els homes tenien una renda mediana de 27.379 $ mentre que les dones 21.630 $. La renda per capita de la població era de 16.902 $. Aproximadament el 5% de les famílies i el 9,9% de la població estaven per davall del llindar de pobresa.

## Poblacions més properes
El següent diagrama mostra les poblacions més properes.